# 髙野光海
- 高野光海

髙野 光海（こうの ひかる、2004年6月17日 - ）は、兵庫県宝塚市出身のプロ野球選手（外野手・育成選手）。右投右打。千葉ロッテマリーンズ所属。

## 経歴

### プロ入り前
宝塚市立丸橋小学校で1年生の時に丸橋小クラブで野球を始める。宝塚市立南ひばりガ丘中学校在学時は硬式野球のクラブチームである伊丹中央ボーイズでプレーしていた。
徳島県立池田高等学校に進学後は筋力アップのためにベンチプレスやスクワットに取り組んだ。3年夏の徳島大会では中軸を務め、阿波との初戦で本塁打を放ったが、続く2回戦で徳島商業に敗れ、3年間で甲子園大会出場はなかった。高校通算19本塁打。
プロ志望届を提出したが、2022年のドラフト会議での指名はなく、日本海リーグの富山GRNサンダーバーズに入団した。

### NLB・富山時代
2023年は39試合に出場し、リーグ最多タイとなる5本塁打を記録した。同年10月26日に開催されたドラフト会議にて千葉ロッテマリーンズから育成3位指名を受け、11月10日に支度金300万円、年俸250万円で仮契約した。背番号は135。

### ロッテ時代
2024年8月7日に行われたイースタン・リーグの埼玉西武ライオンズ戦で浜屋将太から満塁本塁打を放った。同年は同リーグで9試合に出場し、打率.190、1本塁打、4打点という成績を残した。

## 選手としての特徴
高校通算19本塁打を記録したスラッガーで、池田高等学校監督の井上力はかつての教え子である杉本裕太郎と比較して「潜在能力は遜色ない」と評している。

## 詳細情報

### 独立リーグでの年度別打撃成績
| 年 度     | 球 団     | 試 合 | 打 席 | 打 数 | 得 点 | 安 打 | 二 塁 打 | 三 塁 打 | 本 塁 打 | 塁 打 | 打 点 | 盗 塁 | 盗 塁 死 | 犠 打 | 犠 飛 | 四 球 | 敬 遠 | 死 球 | 三 振 | 併 殺 打 | 打 率 | 出 塁 率 | 長 打 率 | O P S |
| --------- | --------- | ----- | ----- | ----- | ----- | ----- | -------- | -------- | -------- | ----- | ----- | ----- | -------- | ----- | ----- | ----- | ----- | ----- | ----- | -------- | ----- | -------- | -------- | ----- |
| 2023      | 富山      | 39    | 165   | 146   | 17    | 34    | 7        | 0        | 5        | 56    | 21    | 0     | 0        | 0     | 0     | 10    | -     | 8     | 62    | 5        | .233  | .317     | .384     | .701  |
| 通算：1年 | 通算：1年 | 39    | 165   | 146   | 17    | 34    | 7        | 0        | 5        | 56    | 21    | 0     | 0        | 0     | 0     | 10    | -     | 8     | 62    | 5        | .233  | .317     | .384     | .701  |

- 各年度の太字はリーグ最高

### 背番号
- 8（2023年）
- 135（2024年[7] - ）